# 1850
Промислова революція •  Національно-визвольні рухи • Робітничий рух •  Російська імперія

## Геополітична ситуація
У Росії править імператор Микола I (до 1855). Російській імперії належить більша частина України, значна частина Польщі, Грузія, Закавказзя, Фінляндія, Аляска, Волощина та Молдова. Україну розділено між двома державами — Королівство Галичини та Володимирії належить Австрії, Правобережжя, Лівобережжя та Крим — Російській імперії.
В Османській імперії править султан Абдул-Меджид I (до 1861). Під владою османів перебувають Близький Схід та Єгипет, Середземноморське узбережжя Північної Африки, Болгарія. Васалами османів є Сербія та Боснія.
В Австрійській імперії править Франц-Йосиф I (до 1916). Імперія охоплює, крім власне австрійських земель, Угорщину з Хорватією, Трансильванію, Богемію, Північну Італію. Король Пруссії — Фрідріх-Вільгельм IV (до 1861). Королівство Баварія очолює Максиміліан II (до 1864). Австрія, Пруссія, Баварія та інші німецькомовні держави об'єднані в Німецький союз.
У Франції править Друга французька республіка. Франція має колонії в Алжирі, Карибському басейні, Південній Америці та Індії. На троні Іспанії сидить Ізабелла II (до 1868). Королівству Іспанія належать частина островів Карибського басейну, Філіппіни. Королева Португалії — Марія II (до 1853). Португалія має володіння в Африці, Індії, Індійському океані й Індонезії.
У Великій Британії триває Вікторіанська епоха — править королева Вікторія (до 1901). Британія має колонії в Північній Америці, на Карибах та в Індії. Королівство Нідерланди очолює Віллем III (до 1890). Король Данії та Норвегії — Фредерік VII (до 1863), на шведському троні сидить Оскар I (до 1859). Італія розділена між Австрією та Королівством Обох Сицилій. Існує Папська держава з центром у Римі.
Бразильську імперію очолює Педру II (до 1889). Після смерті президента США Закарі Тейлора посада перейшла до віце-президента Мілларда Філлмора. Територія на півночі північноамериканського континенту, Провінції Канади, належить Великій Британії, територія на півдні континенту належить Мексиці.
В Ірані при владі Каджари. Британська Ост-Індійська компанія захопила контроль майже над усім Індостаном. У Пенджабі існує Сикхська держава. У Бірмі править династія Конбаун, у В'єтнамі — династія Нгуєн. У Китаї володарює Династія Цін. В Японії триває період Едо.

## Події

### В Україні
- У Перемишлі розпущено Руський Батальйон Гірських Стрільців.
- У Львові видовбана Медова печера.
- У Бердичеві відбувся шлюб Оноре де Бальзака з Евеліною Ганською.

### У світі
- У Франції завалився міст Бас-Шен.
- Почалося Тайпінське повстання
- У квітні папа Пій IX повернувся до Рима.
- 9 липня у Персії страчено релігійного діяча Баба за те, що він називав себе пророком.
- 9 липня у США віцепрезидент Міллард Філлмор став президентом після смерті Закарі Тейлора.
- 9 вересня Каліфорнія увійшла у США 31-м штатом.
- Дост Мухаммед хан Баракзай захопив Балх.

### В суспільному житті
- Відкрився Університет Юти.
- Засновано компанію American Express.
- У США ухвалено Закон про рабів-утікачів.
- Засновано Університет Сіднея.
- Алан Пінкертон заснував першу в світі приватну детективну агенцію.

### У науці
- Рудольф Клаузіус заклав основи другого закону термодинаміки.
- Леон Фуко продемонстрував, що світло розповсюджується у воді повільніше, ніж у повітрі, й співвідношення швидкостей розповсюдження дорівнює показнику заломлення.
- Джеймс Джозеф Сильвестр запровадив термін матриця.

### У мистецтві
- Чарлз Дікенс завершив публікацію роману «Девід Коперфілд».
- Александер Дюма, батько видав роман «Чорний тюльпан».
- Відбулася прем'єра опери Ріхарда Вагнера «Лоенгрін».

## Народились
Див. також Категорія:Народились 1850
- 15 січня — Міхай Емінеску, румунський поет
- 7 березня — Томаш Масарик, чехословацький громадський і політичний діяч, перший президент Чехословаччини (1918—1935 рр.)
- 18 травня — Олівер Хевісайд, англійський фізик
- 6 червня — Фердинанд Браун, німецький фізик, лауреат Нобелівської премії (1909)
- 24 червня — Гораций Герберт Кітченер, англійський фельдмаршал, військовий міністр
- 5 серпня — Гі де Мопассан, французький письменник
- 13 листопада — Стівенсон Роберт Льюїс, шотландський письменник

## Померли
Див. також Категорія:Померли 1850